# Universidad Pablo de Olavide
La Universidad Pablo de Olavide (UPO) es una universidad pública española, situada en Sevilla, España. Fundada en 1997, es una de las universidades públicas más recientes, y cuenta aproximadamente con algo más de 11 000 alumnos. Destaca su oferta de grados, dobles grados y postgrados en campos como las Ciencias Jurídicas, Ciencias Sociales, Humanidades, Biotecnología, Ciencias Ambientales, Ciencias del Deporte e Informática. En cuanto a la investigación, se sitúa a la cabeza de los rankings nacionales que tienen en cuenta la productividad según tamaño y recursos. 
El campus de aproximadamente 140 hectáreas, se encuentra enclavada entre los términos de Sevilla, Dos Hermanas y Alcalá. Concretamente, se halla al sureste de Sevilla, perteneciendo gran parte al término municipal de Dos Hermanas, limitando con lagunas del río Guadaíra. Está bien comunicada, tanto con ésta, como con las otras a la que pertenece, tanto Alcalá de Guadaíra como Sevilla capital. 
Lleva su nombre en honor del político ilustrado Pablo de Olavide (1725-1803), el cual destacó por la repoblación y la fundación de diversos municipios de Andalucía en el plan de Nuevas Poblaciones de Andalucía y Sierra Morena, y en Sevilla como planificador de la ciudad y reformador de la Universidad de Sevilla.
La Universidad Pablo de Olavide está concebida en un modelo de campus único, integrando en un mismo espacio todos sus centros y servicios. Aúna de esta manera sus funciones sociales, docentes, de investigación, residenciales y deportivas, en un mismo espacio geográfico. Desde Sevilla, se puede acceder al campus mediante transporte público (autobús urbano y Metro), por la red de carriles para bicicletas, o en coche por la carretera de Utrera (A-376).

## Historia
Las instalaciones de la Universidad de Pablo de Olavide tienen su origen en las de la Universidad Laboral de Sevilla, fundada en 1959.
En 1997 se crea la Universidad Pablo de Olavide, de Sevilla mediante la Ley 3/1997.

La creación de la Universidad Pablo de Olavide tiene como objetivo prioritario facilitar el ejercicio del derecho a la educación consagrado en el artículo 27.1 de la Constitución, a través de una política de inversiones que permita adecuar la capacidad de las plazas universitarias a la demanda de enseñanza.  Asimismo, pretende contribuir a corregir las disfuncionalidades que produce dicha demanda en las restantes Universidades andaluzas, evitando que el excesivo incremento del número de alumnos afecte negativamente al cumplimiento de las funciones que éstas tienen encomendadas. Por otra parte, y al tratarse de una nueva Universidad, ésta asume desde su inicio la estructura organizativa y académica establecida por la Ley de Reforma Universitaria, que le va a permitir responder con mayor garantía a los retos científicos, técnicos y culturales a los que se enfrenta la sociedad actual y ofrecer soluciones adecuadas a los mismos a través de la calidad docente e investigadora.
BOJA nº 76 de 03/07/1997

En 2004 incorpora a su proyecto la titulación (al completo, ciclo largo) de Ciencias de la Actividad Física y del Deporte, cumpliendo con el plan LAFD2004, ya actualmente pasado al Grado de Ciencias de la Actividad Física y del Deporte, dentro del marco del Plan Bolonia. Con ello, se inició una etapa de éxitos deportivos locales, a nivel universitario, pero también sirviendo al entramado deportivo sevillano, en éxitos a otros niveles, y más allá de la competición entre campus, con deportistas destacados como Luis Alberto Marco, Tamara Pérez, Beatriz Bachero, Carolina Robles, y un sinfín de deportistas de ambos sexos, tanto masculinos como femeninos. Esta titulación, junto con las de trabajo social, y las de las ciencias experimentales (Nutrición, Biotecnología, y Ciencias Ambientales), dan un carácter integral, tanto a la formación (se nutre de una variada plantilla de profesorado e investigadores/as de renombre), como al campus.

## Servicio de Idiomas
El Servicio de Idiomas ofrece a la comunidad universitaria formación lingüística siguiendo lo que se conoce como el Marco Común de Referencia para las Lenguas (MCERL), es decir, la escala de calificación del Espacio Europeo de Educación Superior (EEES). Se ofertan cursos de distintos niveles (desde el A1 hasta el C2), de diversos idiomas como inglés, francés, alemán, chino y japonés, y cursos de preparación de exámenes oficiales. También realiza exámenes de certificación de nivel de todos los idiomas que imparte, tanto para su alumnado, como para profesionales, e incluso los no matriculados. 
Las personas ajenas a la universidad también pueden matricularse en estos cursos, aunque a un precio más elevado, sin que puedan optar a becas.
Por otra parte, también tiene un Servicio de Traducción que realiza traducciones escritas técnicas o semi-técnicas, traducciones juradas, interpretaciones y corrección de textos.

## Grupos y Centros de investigación
Los siguientes centros de investigación tienen su sede en la UPO:
- CABD (Centro Andaluz de Biología del Desarrollo). UPO y CSIC, uno de los centros más reconocidos de biología del desarrollo en España.
- Centro de Sociología y Políticas Locales
- CICSMA, Centro de Investigación en Contabilidad Social y Medioambiental.
- Centro Mediterráneo Andalusí
- CABIMER , Centro Andaluz de Biología Molecular y Medicina Regenerativa. CABIMER es fruto de la alianza entre la Consejería de Salud y la Consejería de Innovación, Ciencia y Empresa de la Junta de Andalucía, el Consejo Superior de Investigaciones Científicas y las Universidades de Sevilla y Pablo de Olavide.
- Centro Euro-Árabe de Estudios Jurídicos Avanzados. Con los objetivos de promover la reflexión, a partir del análisis comparado, sobre las estructuras jurídicas de países del Magreb y, en general, de Europa y el mundo árabe, establecer un espacio de coordinación, ampliación y fomento de actividades investigadoras y docentes relacionadas con el derecho comparado entre dichos universos jurídicos.
- Icárea
- Laboratorio de Ideas y Prácticas Políticas. LIPPO
- Servicios Centrales de Investigación (SCI). Cuenta con avances para la investigación en el campo de las neurociencias, el estudio de enfermedades como Alzheimer o Parkinson, y técnicas para el estudio de las ciencias del comportamiento. Cabe destacar que cuenta con un animalario, y grupos de investigación especializados en Neuroprotección, Neurociencia y Neuroplasticidad (BIO 122, y BIO 330) y Neurodegeneración (BIO 345).

Grupos de investigación, según ponencias del Plan Andaluz de Investigación, Desarrollo e Innovación:
- BIO (Biología y Biotecnología)
- CTS (Salud)
- FQM (Ciencias Exactas y Experimentales)
- RNM (Recursos Naturales, Energía y Medio Ambiente)
- SEJ (Ciencias Sociales, Económicas y Jurídicas)
- HUM (Humanidades y Creación Artística)
- TEP (Tecnologías de la producción y la construcción)
- TIC (Tecnologías de la información y la comunicación)

## Departamentos
- Antropología Social, Psicología Básica y Salud Pública
- Biología Molecular e Ingeniería Bioquímica
- Deporte e Informática
- Derecho Privado
- Derecho Público
- Economía, Métodos Cuantitativos e Hª Económica (enlace roto disponible en Internet Archive; véase el historial, la primera versión y la última).
- Economía Financiera y Contabilidad Archivado el 26 de abril de 2022 en Wayback Machine.
- Educación y Psicología Social
- Filología y Traducción
- Fisiología, Anatomía y Biología Celular
- Geografía, Historia y Filosofía
- Organización de Empresas y Marketing
- Sistemas Físicos, Químicos y Naturales
- Sociología
- Trabajo Social y Servicios Sociales

## Biblioteca/CRAI @bibupo
La UPO cuenta con una Biblioteca que es, a su vez, Centro de Recursos para el Aprendizaje y la Investigación. A partir de una amplia colección de recursos de información, presta de forma centralizada variados servicios a la comunidad universitaria. 
Recursos de información
La colección de recursos de información de la Biblioteca a 31 de diciembre de 2014 estaba formada por 528.186 monografías (69,29% electrónicas), 28.500 publicaciones periódicas (98,25% electrónicas), 76 bases de datos en línea y 15.867 documentos audiovisuales en distintos soportes (mapas, DVD, fotografías, etc.).
La Biblioteca, anualmente, actualiza la bibliografía del curso para los programas de postgrado. Esta biblioteca pública, que cuenta con uno de los espacios más modernizados y completos en cuanto a su estructura y función, de su naturaleza, en España, puede ser localizada en el propio campus, cercana a los espacios para la docencia y la investigación. En su interior se encuentran los recursos disponibles, que también pueden consultarse y solicitarse a través del catálogo en línea Athenea (ha dejado de estar disponible desde noviembre del 2018) y de la herramienta de descubrimiento Eureka!.
Los fondos de la Biblioteca están indexados también en CatCBUA, el catálogo colectivo de las bibliotecas universitarias de Andalucía, que sirve como base al Servicio de Préstamo CBUA.
La producción científica, incluidas las tesis doctorales, están accesibles en línea desde RIO, el Repositorio Institucional Olavide, que alberga además las revistas publicadas en la Universidad y colecciones de materiales docentes.
Para la organización y comunicación de toda esta información por parte de la comunidad universitaria, la Biblioteca/CRAI pone a disposición de los usuarios distintos gestores de referencias bibliográficas (Mendeley, RefWorks, Endnoteweb). Esta biblioteca CRAI se encuentra disponible en la propia página web de la universidad www.upo.es, y cuenta con diversos servicios.
Servicios
- Consulta y acceso a recursos de información. Una vez localizada la información, los usuarios pueden acceder directamente a los recursos en formato electrónico y, en el caso de los recursos impresos o en soporte físico consultarlos en sala u optar por el préstamo a domicilio, pudiendo utilizar para ello las máquinas de autopréstamo. En el caso de que los documentos no formen parte del fondo de la Biblioteca pueden solicitarlos por Préstamo CBUA o Préstamo Interbibliotecario.
- Información y atención al usuario. La Biblioteca/CRAI atiende las consultas de información básica e información bibliográfica realizadas por la comunidad universitaria tanto personalmente como por medios telemáticos a través de Infobib.
- Formación de usuarios. Como parte de los programas de máster y doctorado que así lo solicitan, la Biblioteca imparte sesiones de formación especializada en competencias en información y comunicación científica, orientadas a facilitar la realización de los T.F.M. y la redacción de trabajos de investigación.
- Instalaciones y equipamiento. La Biblioteca, como espacio físico, está ubicada en el Edificio n.º 25, Juan Bautista Muñoz, ocupando una superficie de 14.957 m² distribuidos en dos plantas con conexión a la red wifi de la Universidad dentro y fuera del edificio. Dispone de un total de 1.645 puestos en espacios diversificados: sala de lectura, mediateca, hemeroteca, aulas de informática,  salas de trabajo en grupo, zona de investigadores,  seminarios y salas de grado. Además, cuenta con tres puestos adaptados específicamente para usuarios con diversidad funcional. La Biblioteca/CRAI cuenta también con un área de exposiciones, salas de reprografía y zonas de descanso. En lo que respecta al equipamiento, además de ofrecer un servicio de préstamo de portátiles y dispositivos móviles, incluye ordenadores fijos en las aulas de informática, en la mediateca y los puntos de información de la sala de lectura.
- Laboratorio Multimedia. Desde este servicio se presta apoyo técnico y pedagógico a los profesores para la realización de materiales docentes y objetos de aprendizaje multimedia. El Laboratorio también presta apoyo a la investigación a través de la grabación de eventos y conferencias, la creación de vídeos para diversos proyectos europeos de I+D+i o la impresión de pósteres para congresos.
- Publicación digital. Este servicio tiene como misión difundir la producción científica realizada por los investigadores de la institución, facilitando el acceso a la misma en abierto. La puesta a disposición en Internet se realiza a través de tres plataformas de servicios: RIO, RevistasUPO y Congresos, Jornadas y Seminarios.

## El Centro Universitario Internacional
Fue fundado en 2002, tras haber realizado varios programas para estudiantes internacionales durante el otoño de 2001. Actualmente, el Centro ofrece una variedad de programas dirigidos a estudiantes de todo el mundo. El más popular de todos ellos es el Programa semestral de Estudios Hispánicos, en el que se ofrecen clases de español y de inglés. 
Otro programa es el de Integración Universitaria para estudiantes con un nivel alto en español, o los programas de formación de profesorado de español como lengua materna y los cursos de lengua española a lo largo de todo el curso.
Además, el Centro Universitario Internacional es Centro Acreditado del Instituto Cervantes desde el 1 de marzo de 2008. 
En la UPO se han realizado acuerdos con un total de 268 universidades y organizaciones de 42 países para realizar intercambios. Entre estas organizaciones encontramos Academic Programs International (API), Council on International Exchange (CIEE) e International Studies Abroad.

## UPO Virtual
Sede Electrónica: Registro Telemático, Oficina de Acreditación, Formularios Administrativos, Perfil de Contratante...
Aula Virtual: Plataforma de teleformación de la Universidad. Recursos didácticos en línea.
Biblioteca Digital: Libros y revistas electrónicas, bases de datos, sumarios electrónicos...
Servicios Personales: Acceso, mediante credenciales, a información personalizada del usuario.

## Principales datos de la UPO
- 10.169 Estudiantes
- 1082 Profesores
- 22Títulos de Grado y 17 Dobles Grados (curso 2020-2021)
- 42 Másteres Oficiales (curso 2020-2021)
- 106Títulos Propios (curso 2020-2021)
- 136 hectáreas - Superficie del campus
- 100 000 metros cuadrados de zonas deportivas
- 5 km - Distancia hasta el centro urbano de Sevilla
- 635 empresas tienen acuerdo con la UPO
- 335 Universidades de 29 países tienen convenio con la UPO
- 548.682 recursos disponibles en la Biblioteca (entre impresos y digitales)
- 99 Grupos de investigación
- 477 Líneas de investigación
- Ostenta la segunda posición en el ranking de productividad científica de Universidades españolas

## Programas y becas
La Universidad Pablo de Olavide ofrece al estudiante la posibilidad de recorrer el mundo gracias a diferentes becas y programas internacionales. Entre los más destacados se encuentran:
- Programa Erasmus
- Programa Atlanticus
- PIMA
- Programa Mexicalia
- Programa UPO-PUCP (Programa Bilateral de Estancias en Perú)
- Programa Becas Iberoamérica Santander

## Centro Olavide en Carmona
Los Cursos de Verano de la Universidad Pablo de Olavide, en su sede de la ciudad de Carmona (Sevilla), están concebidos como un foro de debate y discusión, así como una actividad de encuentro de la comunidad universitaria y de la sociedad, con el fin de fomentar el intercambio de conocimientos, posturas e ideas. Su temática y contenidos han de ser complementarios a las disciplinas universitarias, ofreciendo perspectivas que no se abordan durante el curso académico o los cursos de postgrado.

## Artes

### Teatro
La universidad articula el grupo teatral La Escalera. Desde 2012, la facultad de humanidades cuenta con grupo amateur de teatro grecolatino: Furor Bacchicus Teatro, que durante sus dos primeros años ha realizado representaciones de obras de Aristófanes, Plauto y Eurípides.

### Coro
El Coro de la Universidad Pablo de Olavide se funda en 1998. Desde entonces, ha realizado numerosos conciertos y ha participado en Ciclos de música en Andalucía (Festival Internacional de música y danza de Granada, intercambios con coros universitarios de Córdoba, Huelva, Extremadura, Granada etc.), así como en Actos Académicos de la Universidad.